# Агрономічна токсикологія
Агрономі́чна токсиколо́гія — сільськогосподарська наука про отрути, що застосовуються в агропромисловості та на сільгоспугіддях, їхню дію та вплив на окремі живі організми та екосистеми загалом. Головне завдання науки — вивчення властивостей пестицидів, що використовуються в землеробстві; їхній вплив на сільськогосподарських шкідників, збудників хвороб рослин, бур'яни та культурні рослини, тварин, людей і агробіоценози загалом.